# Гвилия, Валериане Ярославович
Валериа́не Яросла́вович Гви́лия (груз. ვალერიან გვილია, укр. Валеріане Ярославович Гвілія; род. 24 мая 1994, Зугдиди) — грузинский и украинский футболист, полузащитник, игрок сборной Грузии.

## Клубная карьера
Родился в Зугдиди (Грузия). Мать Мзия и отец Ярослав — коренные грузины — по состоянию на июнь 2015 года проживали там же. После переезда на Украину Гвилия полтора года пробыл в харьковском «Металлисте», после чего в 2012 году перебрался в Запорожье. Играл в юношеской и молодёжной командах местного «Металлурга». В украинской Премьер-лиге дебютировал 15 августа 2014 года в игре против днепропетровского «Днепра», заменив во втором тайме Игоря Жураховского. С весны следующего года Гвилия стал полноправным игроком «Металлурга». 24 ноября 2015 года было объявлено о прекращении трудовых отношений между игроком и «Металлургом» по обоюдному согласию сторон.

## Карьера в сборной
В июне 2015 года был вызван тренером молодёжной сборной Украины Сергеем Ковальцом для участия в Мемориале Лобановского. На этом турнире «жёлто-синие» заняли второе место, уступив в серии послематчевых пенальти сверстникам из Словении. После турнира Лобановского украинская «молодёжка» отправилась в Австрию, где дважды уступила сверстникам из Чехии. Гвилия принял участие во всех четырёх матчах.

## Достижения

### Командные
БАТЭ
- Чемпион Белоруссии (2): 2016, 2017
- Обладатель Суперкубка Белоруссии): 2017

### Личные
- Включен БФФ в список 22 лучших футболистов чемпионата Беларуси: 2016